# Wladimer Stepania
Wladimer Stepania (georgisch ვლადიმერ სტეფანია; * 8. Mai 1976 in Tiflis) ist ein ehemaliger georgischer Basketballspieler.

## Laufbahn
Stepania verließ 1995 sein Heimatland Georgien und wechselte nach Slowenien. Dort spielte er für KD Slovan und von 1996 bis 1998 für KK Union Olimpija. 1997 und 1998 wurde er mit Olimpija slowenischer Meister.
Ab Februar 1999 spielte Stepania in den Vereinigten Staaten in der NBA. In der Liga bestritt der Georgier insgesamt 270 Begegnungen. Seine besten Mittelwerte bei Einsatzzeit, Punkten und Rebounds erzielte er in der Saison 2002/03, als er für die Mannschaft Miami Heat auf durchschnittlich 20,2 Einsatzminuten, 5,6 Punkte und 7 Rebounds kam.
Stepania beendete seine Spielerlaufbahn 2004 wegen Kniebeschwerden.

### Nationalmannschaft
Stepania war georgischer Nationalspieler, nahm unter anderem an Ausscheidungsrunden für Europameisterschaften teil.